# Пчелов, Евгений Владимирович
Евге́ний Влади́мирович Пчело́в (1 сентября 1971, Москва) — российский историк, специалист в области вспомогательных исторических дисциплин; источниковед, генеалог и геральдист.

## Биография
Родился в семье московской интеллигенции. Среди предков по отцу — чуваши. Прадед по материнской линии происходил из Эльзаса, прабабушка — наполовину полька.
Окончил Историко-архивный институт РГГУ (1994; выпускник кафедры источниковедения и вспомогательных исторических дисциплин).
Кандидат исторических наук (1997; тема диссертации: «Генеалогия древнерусских князей IX — нач. XI вв.: источники, проблемы, интерпретации», научный руководитель проф. О. М. Медушевская, офиц. оппоненты: проф. М. В. Бибиков, проф. А. И. Комиссаренко).
Преподаватель (с 1995), доцент кафедры источниковедения и вспомогательных исторических дисциплин Историко-архивного института РГГУ (с 2002), заведующий кафедрой вспомогательных исторических дисциплин ИАИ РГГУ (c 2011), ведущий научный сотрудник Института «Русская антропологическая школа» РГГУ (2003—2015).
Старший научный сотрудник Института российской истории РАН (1997—2010), старший, затем ведущий научный сотрудник Института истории естествознания и техники им. С. И. Вавилова РАН (с 2010).
Член Геральдического совета города Москвы (с 2012). Председатель Геральдического семинара (Научного семинара по геральдике и вспомогательным историческим дисциплинам им. Е. И. Каменцевой) РГГУ. Член Научного совета Государственного Архива РФ (с 2016). Член Экспертного совета историко-архивной экспертизы по уголовному делу о гибели членов Российского императорского дома в 1918—1919 годах.
В 2020 году издал книгу «Цареубийство 1918 года: источники, вопросы, версии». На книгу вышли несколько рецензий

## Просветительская деятельность
Неоднократно принимал участие в теле и радиопередачах, документальных фильмах, давал комментарии в СМИ по различным историческим вопросам. Выступал с публичными лекциями в рамках «Исторических суббот» в ГИМ, в лектории музея «Покровский собор» и т. д.
Ведущий цикла видеосюжетов «Открытый урок» на сайте Государственного Исторического музея.
В 2010 году подписал открытое письмо учёных против возрождающегося «антинорманизма», в 2013 году выступил с критикой псевдонаучного фильма М. Н. Задорнова «Рюрик. Потерянная быль».

## Членство в общественных организациях
- действительный член Международной академии наук педагогического образования (2004)
- член-корреспондент Академии педагогических и социальных наук (2005)
- член Российского Исторического общества, Историко-Родословного Общества в Москве, Русского географического общества, Всероссийской ассоциации медиевистов и историков раннего Нового времени, Русского генеалогического общества, Международного исторического общества «Екатерина Великая» (Цербст, Германия), Международного Дашковского общества и др.

## Награды
- Медаль «В память 850-летия Москвы»
- Юбилейная медаль «300 лет Российскому флоту»
- ряд общественных наград, в том числе медаль ордена «За служение Отечеству» (святых великого князя Дмитрия Донского и преподобного Сергия игумена Радонежского) 3-й степени за труды по истории Отечества и пропаганду исторических традиций (2004), медаль княгини Е. Р. Дашковой «За служение свободе и просвещению» (2011)[12], почётный знак «За вклад в историю науки и техники» (2021) и медаль «За вклад в развитие генеалогии и прочих специальных исторических дисциплин» 1-й ст. (10.12.2021 г.)[13].
- Почётный диплом РГГУ за книгу «Рюрик» в номинации «Лучшие научные издания, опубликованные преподавателями РГГУ в 2010 году»
- Диплом лауреата конкурса на лучшую научную книгу 2010 года (за книгу «Рюрик») Фонда развития отечественного образования

## Участие в конкурсах
- Лауреат конкурса «Самый активный молодой учёный России-2002» Института «Открытое общество»

## Работы
Автор более 1000 опубликованных работ. Один из авторов школьных учебников по отечественной истории, рекомендованных Министерством просвещения РФ.
Научные и научно-популярные издания
- Правители России от Юрия Долгорукого до наших дней. Изд. 1—4. М., 1997—2000. 296 с., ил. (совм. с В. Т. Чумаковым)
- Два века русской буквы Ё. История и словарь. М., 2000. 248 с., ил. (совм. с В. Т. Чумаковым)
- Генеалогия древнерусских князей IX — нач. XI в. / Отв. ред. д.и.н. О. М. Медушевская. М.: РГГУ, 2001. 262 с.
- Генеалогия Романовых. 1613—2001 / ИРИ РАН; Отв. ред. д.и.н. А. Н. Боханов. М., 2001. 228 с.
- Романовы. История династии. М., 2001. 494 с., ил.
- Рюриковичи. История династии. М., 2001. 479 с., ил.
- Князья и княгини Русской земли IX—XVI вв. М., 2002. 480 с., ил. (совм. с В. Б. Перхавко и Ю. В. Сухаревым)
- Монархи России. М., 2003. 668 с., ил. (70,5 п.л.)
- Российский государственный герб: композиция, стилистика и семантика в историческом контексте / Отв. ред. академик РАН Вяч. Вс. Иванов. М.: РГГУ, 2005. 162 с., ил.
- Елена Ивановна Каменцева. Биобиблиографический указатель / Серия: Учёные РГГУ. М., 2006. 58 с. (в соавт.)
- Вячеслав Всеволодович Иванов / РАН. Материалы к биобиблиографии учёных. М.: Наука, 2007. 276 с. (в соавт.)
- Кабардинская земля в царском титуле и русской государственной геральдике XVI-начала XX века / Отв. ред. д.и.н. Н. Ф. Демидова, ред. д.и.н. Б. Х. Бгажноков. Нальчик: КБНЦ РАН, 2007. 86 с.
- Сост., вступ. ст. и коммент.: Родословная гениальности: Из истории отечественной науки 1920-х гг. М., 2008. 350 с., 8 с. ил. (29 п.л.)
- Рюрик. — М.: Молодая гвардия, 2010. — 316 с., ил. — (Жизнь замечательных людей. Вып. 1477 (1277))
- Экслибрисы и штемпели на книгах Научной библиотеки РГГУ. М., 2010. 440 с., ил.
- Бестиарий Московского царства: животные в эмблематике Московской Руси конца XV—XVII вв. / Отв. ред. акад. РАН Вяч. Вс. Иванов. М.: Старая Басманная, 2011. 204 с., ил.
- Правители России от Рюрика до наших дней. М.: Махаон, Азбука-Аттикус, 2011. 320 с., ил. (в соавт.)
- История Рюриковичей. М., 2012. 384 с., ил.
- Рюрик и начало Руси. М., 2012. 60 с.
- Романовы. История великой династии. М., 2013. 400 с., ил.
- Рюриковичи: история и генеалогия. М.: Академический проект, 2016. 583 с.
- Династия Романовых / ГИМ. М., 2017. 184 с., ил.
- Авт.-сост.: Хрестоматия к учебнику Е. В. Пчелова, П. В. Лукина «История России с древнейших времён до начала XVI века» для 6 класса общеобразовательных организаций. М.: «Русское слово», 2017. 128 с.
- Романовы: история и генеалогия. М.: Академический проект, 2017. 442 с.
- Олег Вещий / Жизнь замечательных людей. Вып. 1899 (1699). М.: Молодая гвардия, 2018. 261 с., ил.
- Династия Рюриковичей / ГИМ. М., 2018. 148 с., ил.
- Герб России / ГИМ. М., 2018. 100 с., ил.
- Дамский век русской истории / ГИМ. М., 2020. 152 с., ил.
- Гербы российских кавалеров в гербовниках датских королевских орденов. М., 2020. 224 с., ил. (совм. с И. М. Афонасенко).
- Герб России XV—XVII вв.: европейский взгляд на географических картах. М., 2020. 88 с., ил.
- Сост.: Елена Ивановна Каменцева: Материалы к биографии / РГГУ. М., 2020. 106 с.: ил.
- Цареубийство 1918 года: источники, вопросы, версии / РГГУ. М.: РГГУ, 2020. 192 с.
- Символы времени в истории культуры: от Пуссена до метро / Отв. ред. д.и.н. Р. А. Симонов. М., 2021. 104 с.: ил.
- Всё о генеалогии: «В семье Наук, своих сестёр державных, Генеалогия не знает равных!»: коллективная монография / Под общ. ред. О. Ю. Кулаковской; Петрозаводский гос. ун-т. Петрозаводск, 2021. 184 с. (в составе авт. коллектива)
- Отв. ред. и сост.: Геральдика, символика, эмблематика. К 85-летию со дня рождения И. В. Борисова. Материалы Всероссийской научной конференции / РГГУ. М., 2022. 82 с.: ил.
- Итальянский Ренессанс у истоков государственной символики Московского царства / Отв. ред. к.и.н. Т. А. Матасова, рец.: А. П. Черных, к.и.н., доц. К. С. Худин. М.: Старая Басманная, 2024. 98 с.: ил.
- Отв. ред.; один из сост. (совм. с Н. А. Комочевым) и авт.: Вспомогательные исторические дисциплины в Историко-архивном институте РГГУ. М.: РГГУ, 2024. 332 с., ил.
- История России языком дворянских гербов. М.: Новое литературное обозрение, 2025. 592 с.: ил.
- Большая печать Ивана Грозного и начало российской территориальной геральдики / Рец.: к.и.н. А. П. Черных, к.и.н., доц. К. С. Худин. М.: Старая Басманная, 2025. 198 с.: ил.

Учебники
- История России с древнейших времён до кон. XVI в. Учебник для 6 кл. основной школы. М., 2001. 264 с., ил.
- История России, XVII—XVIII вв. Учебник для 7 кл. основной школы. М., 2002. 280 с., ил.
- Государственные символы России: герб, флаг, гимн. Учебное пособие для основной школы / Науч. ред. д.и.н. Г. В. Вилинбахов.М., 2007. 136 с., ил.
- История России. XVII—XVIII века. Учебник для 7 кл. общеобразовательных учреждений / Рекомендовано Министерством образования и науки РФ. М.: Русское слово, 2012. 240 с., ил.
- История России с древнейших времён до конца XVI века. Учебник для 6 кл. общеобразовательных учреждений / Рекомендовано Министерством образования и науки РФ. М.: Русское слово, 2012. 264 с., ил.
- История России с древнейших времён до начала XVI века. Учебник для 6 класса общеобразовательных организаций. М.: «Русское слово», 2015. 240 с., ил. (соавт.: П. В. Лукин)
- История России. XVI—XVII века. Учебник для 7 класса общеобразовательных организаций. М.: Русское слово, 2015. 224 с., ил. (соавт.: П. В. Лукин)
- История России. XVIII век. Учебник для 8 класса общеобразовательных организаций. М.: Русское слово, 2015. 232 с., ил. (соавт.: В. Н. Захаров)
- Российская государственная символика. Учебное пособие для 10-11 классов общеобразовательных организаций. М.: Русское слово, 2022. 168 с.: ил.

Сборники стихотворений
- Вечерние досуги. Сборник стихотворений. М., 2010. 102 с., 5 л. ил.
- Сумерки и рассветы. М., 2012. 60 с., 10 л. ил.